# TVN24
TVN24 è una rete televisiva generalista polacca gestita e di proprietà di Grupa ITI che trasmette in lingua polacca.
TVN24 ha iniziato a trasmettere il 9 agosto 2001 e da allora fa uso di due elicotteri Robinson R44 della compagnia aerea Sky Poland per trasmettere alcuni dei servizi informativi.